# 副歌

《Jingle Bells》歌曲中副歌的樂譜

副歌（英語：Refrain，惯称Chorus），是歌曲中一句或一段重复的歌词及音樂段落。通常出现在几段正歌（正歌也称为主歌）之间，即由第一節正歌唱到副歌後，連接第二節正歌再返回副歌，如此類推。
有些副歌在重复时，每段的歌词完全相同，但是也有一些歌曲在副歌的重复部分中，会对歌词做出一定的改动。許多歌曲都是以副歌，或是重复副歌的最後一句歌詞來作結的。
副歌与正歌一起组成正副歌形式，作为流行音乐中最重要最常用的音乐形式之一，通常体现为二部曲式，某些歌曲更會加入音樂过门或是橋段來作衔接。一般作曲者也会先写出副歌部分，後再进行正歌的创作。為了讓整体的關係變得更緊密，許多流行曲也會編寫导歌（英語：Pre-chorus）作為兩者之間的連繫，即由正歌至導歌後才到副歌，為副歌預先作好舖排，從而豐富副歌歌詞所表達的內在含意。

## 功能
副歌在旋律、节奏和情感上均与正歌形成反差。为歌曲曲调提供变化性。
副歌采用重复的形式，在歌曲中通常位于情感上的高潮部分，以其概括性令听者易于记忆。事实上，大部分人初次听到一首歌曲后，最先记住的就是它的副歌部分，一般人哼唱一首歌的时候也大都哼唱其副歌部分。